# 記録映画社
株式会社記録映画社（きろくえいがしゃ）は、日本のドキュメンタリー、教育用映画・ビデオの製作会社である。

## 概要
1950年に上野耕三によって創設され、農村教育映画を主とするPR映画の製作を手がけた。『おふくろのバス旅行』（1957年）が教育文化映画賞、『柿右衛門−にごしで−』（1978年）が文部省選定、教育映画祭文部大臣賞を獲得するなど受賞作品多数。複数のスタッフが日本映画技術賞を受賞している。日映科学映画製作所と並んで歴史のある記録映画製作会社である。
日本文教出版の関連会社であり、事業内容は、ドキュメンタリー、伝統工芸等の映画・ビデオ、教育ソフトウェアの制作・販売。
人形劇団プーク関連の映像制作会社スタジオ・ノーヴァが入居する「記録映画社ビル」（東京都渋谷区代々木）に事務所がある。

## フィルモグラフィ
- 『村の新地図』（1950年、20分、貯蓄増強中央委員会）
- 『おふくろのバス旅行』（1957年、22分、教育文化映画賞）
- 『オートメーション—人類の夢と科学—』（1957年、23分、全日本PR映画コンクール郵政大臣賞）
- 『刈干切り唄』（1959年、42分）
- 『おやじ』（1959年、18分）
- 『刈干切り唄』（1959年、43分）
- 劇映画『小さな町の小さな物語』（1960年、39分）
- 劇映画『愛情屋台』（1960年、55分）
- 『私たちの修学旅行−奈良・京都 ひので号とともに』（1962年、企画：三菱銀行、日本産業映画賞）
- 『姫路城』（1965年、27分）
- 『松本城』（1968年）
- 『オートメーション ―限りなき前進―』（1968年、日本産業映画コンクール奨励賞[1]
- 『山地のくらし』（1972年、17分）
- 『柿右衛門−にごしで−』（1978年、30分、撮影・金山富男が第32回日本映画技術賞、文部科学省選定、教育映画祭文部大臣賞）
- 『絵は人なり 小島善太郎』（1985年、34分）
- 『久留米絣』（1990年、企画:文化庁、照明・森準蔵が第45回日本映画技術賞）
- 『工芸—つくる喜び・使うたのしみ—』（1993年、14分、文部科学省選定、教育映画祭文部大臣賞）
- 『亜欧堂田善』（2000年、28分、金山プロダクション共同製作、須賀川市）